# Monleale
Monleale (piemontiul: Monlià) település Olaszországban, Piemont régióban, Alessandria megyében. Lakosainak száma 562 fő (2023. január 1.).